# Парк «Арборетум» (Болехів)
Парк «Арборе́тум» — парк-пам'ятка садово-паркового мистецтва місцевого значення в Україні. Розташований в Івано-Франківській області, в місті Болехові, на вулиці Замковій, 14 (між вулицями Євгена Коновальця та Січових Стрільців, при корпусах Лісогосподарського коледжу). 
Площа 3 га, сучасний статус — з 1972 року.

## З історії парку
Заснований в 1840—1850 роках на базі тодішньої Дирекції лісів та державних маєтностей Галичини. Є одним з найстаріших парків на території Івано-Франківщини. 
Назва походить від латинського слова Arboretum, що означає «місце з деревами». У сучасній українській мові синонім до арборетума — дендрологічний парк.

## Сучасність

### Колекція видів і садових форм
- Акація біла (Robinia pseudoacacia)
- Аралія маньчжурська (Aralia mandshurika)
- Багряник японський (Cercidiphyllum japonicum)
- Бархат амурський (Phellodendron amurense)
- Береза бородавчаста (Betula verrucosa)
- Бук лісовий (Fagus silvatika)
- В'яз шорсткий (Ulmus skabra)
- Гінкго дволопатеве (Ginkgo biloba)
- Гіркокаштан звичайний (Aesculus hippocastanum)
- Горіх волоський (Juglans regia)
- Горіх чорний (Juglans nigra)
- Дуб звичайний (Quercus robur)
- Дуб північний (Quercus rubra)
- Золотий дощ звичайний (Laburnum anaguroides)
- Карія овальна (Caria ovata)
- Катальпа бігнонієвидна (Catalpa bignonioides)
- Каштан їстівний (Castanea sativa)
- Кедр ліванський (Cedrus libani)
- Кипарисовик Лавсона (Chamaecyparis lavsoniana)
- Клен гіннала (прирічковий) (Acer ginnala)
- Клен гостролистий (Acer platanoides)
- Клен польовий (Acer campestre)
- Клен ясенолистий (Acer negundo)
- Клен-явір (Acer pseudoplatanus)
- Кунінгамія ланцетна (Cunnigamia lanceolata)
- Липа дрібнолиста (Tilia cordata)
- Липа широколиста (Tilia platyphyllos)
- Магнолія кобус (Magnolia kobus)
- Магнолія оберненояйцевидна (Magnolia obovata)
- Метасеквоя китайська (Metasequoia glyptostroboides)
- Мильне дерево (Koelreuteria paniculata)
- Модрина європейська (Larix desidya)
- Модрина польська (Larix polonika)
- Сосна гірська (Pinus mughus)
- Сосна кедрова європейська (Pinus cembra)
- Смерека (Picea excelsa)
- Сумах пухнастий (Rhus typhyna)
- Тамарикс галузистий (Tamarix ramosissima)
- Тсуга канадська (Tsuga canadensis)
- Туйовик японський (Thujopsis dolabrata)
- Туя західна (Thuja occidentalis)
- Туя східна (Biota orientalis)
- Тюльпанове дерево (Liriodendron tulipifera)
- Хмелеграб звичайний (Ostrya carpinifolia)
- Шовковиця біла (Morus alba)
- Ялина сербська (Picea omorika)

## Галерея

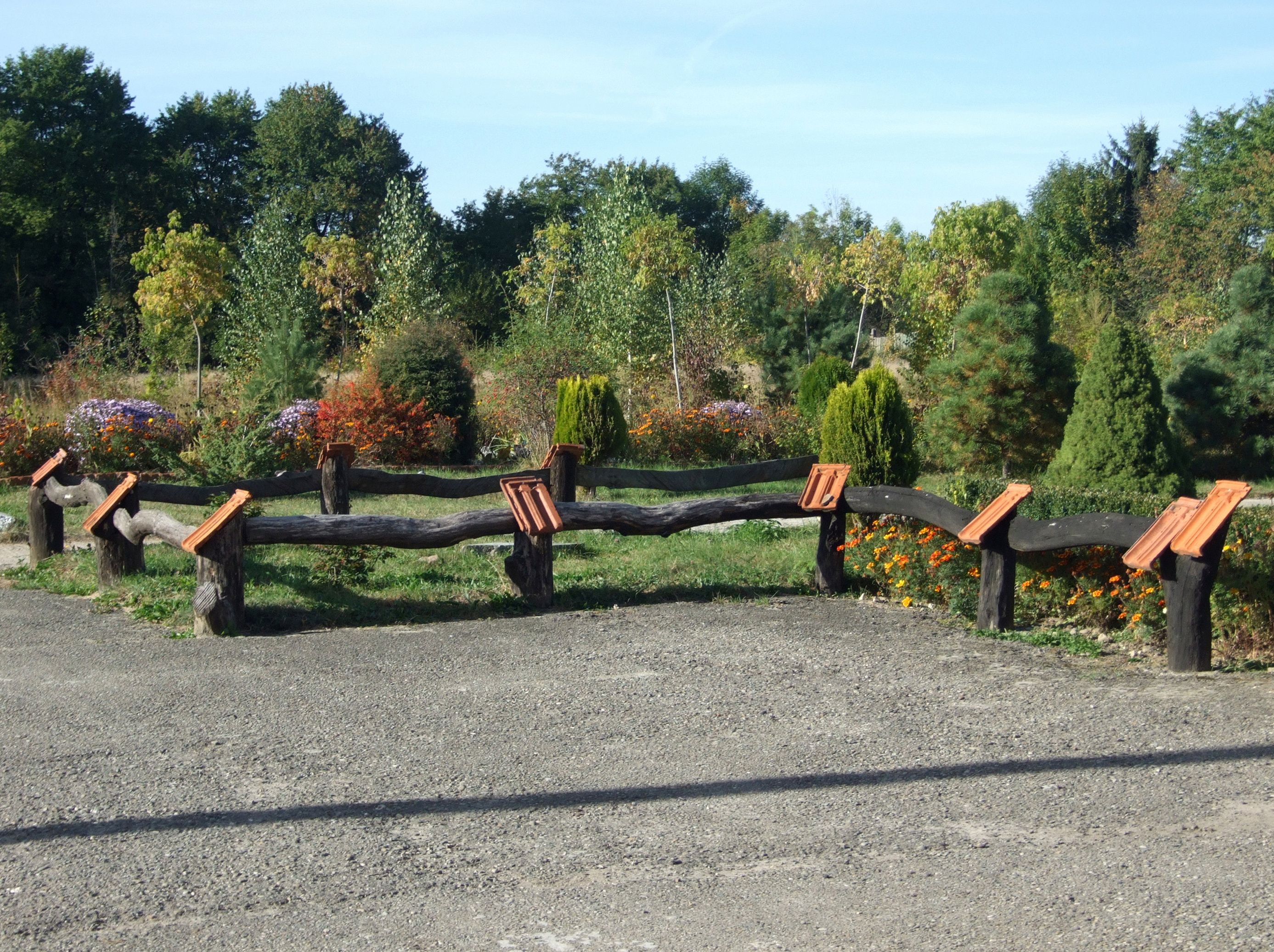
Парк "Арборетум" (Болехів)

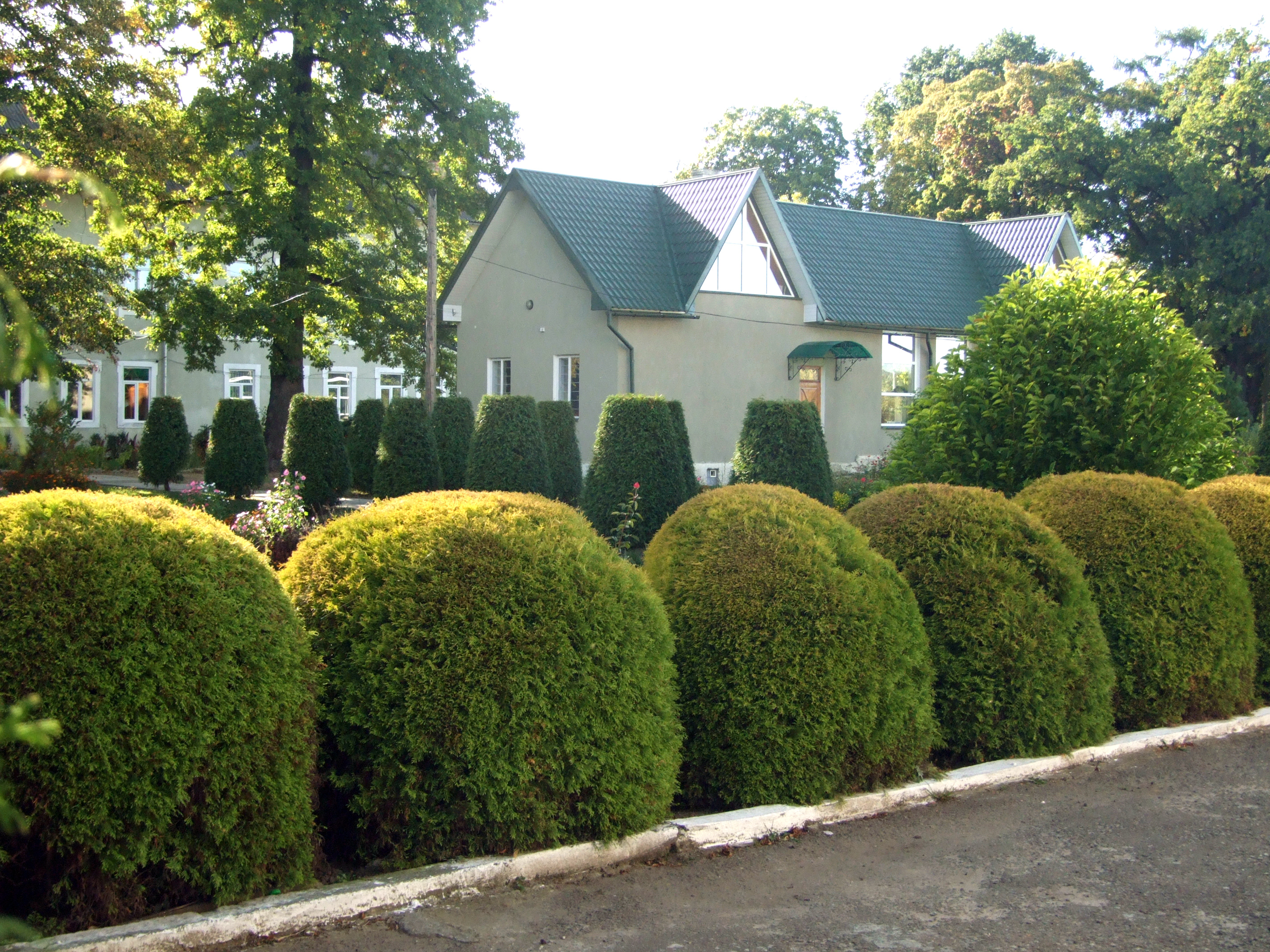
Парк "Арборетум" (Болехів)

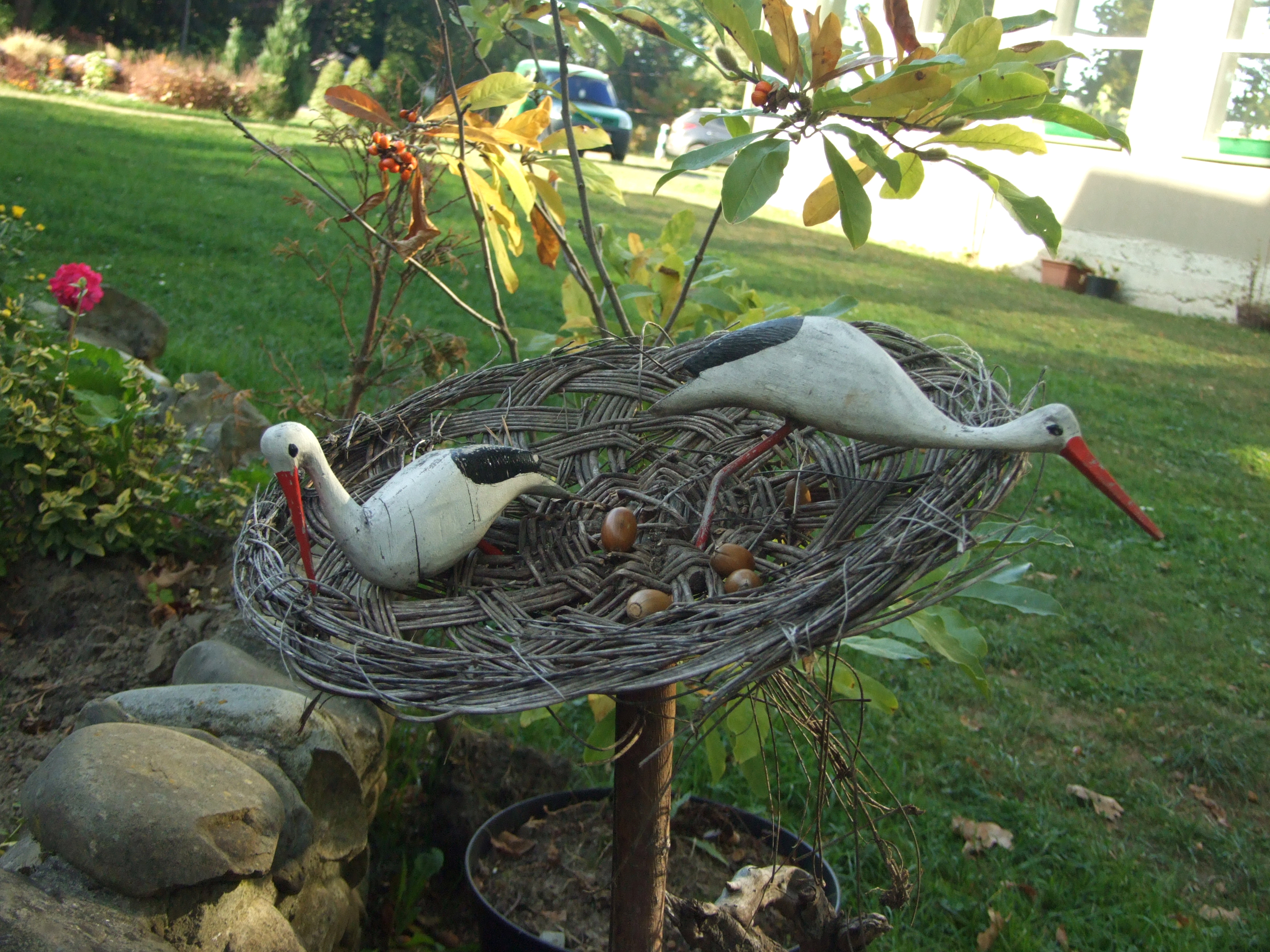
Парк "Арборетум" (Болехів)